# Type 89 AFV
Le véhicule de combat blindé à chenilles Type 89 est un transport de troupes blindé chinois produit par Norinco. 
Il a été développé à partir du véhicule type 85 AFV précédemment commercialisé. Il est entré en service à la fin des années 1990 et a été présenté au public en 1999. On en compte environ 1 000 en service actuellement. Il a la désignation industrielle de WZ534 et bien qu'il ait été principalement développé pour la PLA, il existe également une version d'exportation YW534 . 
Dans les années 1990, un nouveau système de désignation a été introduit au sein de l'armée populaire de libération et le type 89 APC est aujourd'hui connu sous le nom de ZSD-89. 

## Description
Comparé au type 85, le type 89 est légèrement plus grand et plus lourd. La coque est en acier soudé et offre une protection contre les tirs d'armes légères. Le véhicule transporte un maximum de 15 personnes, équipage compris. Le conducteur est assis à l'avant gauche de la coque et a une trappe en une seule pièce qui s'ouvre à gauche. Le conducteur voit l’environnement via 3 périscopes diurnes qui couvrent l’avant et la droite du véhicule. L'un des périscopes du conducteur peut être remplacé par un appareil de vision nocturne. Le commandant est assis derrière le conducteur et possède également une trappe en une seule pièce. 
Le moteur diesel turbocompressé à refroidissement par air se trouve à l'arrière droit du conducteur. Il a une grande prise d'air située dans la partie supérieure de la coque, avec un échappement du côté droit. Le moteur alimente une transmission manuelle avec cinq vitesses avant et une marche arrière. Les chenilles sont entraînées à l'avant par un pignon d'entraînement et passent sur cinq doubles roues et rouleaux de renvoi, puis passent sur une roue libre à l'arrière avant de revenir à l'avant. 
Une mitrailleuse de calibre 12,7 millimètres (50) est située dans une monture ouverte à l'avant d'une petite trappe au centre de la coque qui s'ouvre depuis le compartiment pour les troupes embarquées. Le canon peut tourner sur 360 degrés et peut être élevé à un angle de 90 degrés. Deux trappes de toit oblongues et une grande porte arrière permettent d'accéder au compartiment de la troupe. De part et d'autre de la coque avant, un groupe de quatre lance-grenades fumigènes est monté. 
Le véhicule est amphibie, une planche de garniture pliante rangée à l'avant de la coque doit être relevée et le véhicule peut ensuite se propulser dans l'eau en utilisant ses chenilles. L'équipement standard comprend un système NBC, une radio de type 889 ou CWT-167 et un système d'interphone de type 803 ou CYY-168. 

## Variantes

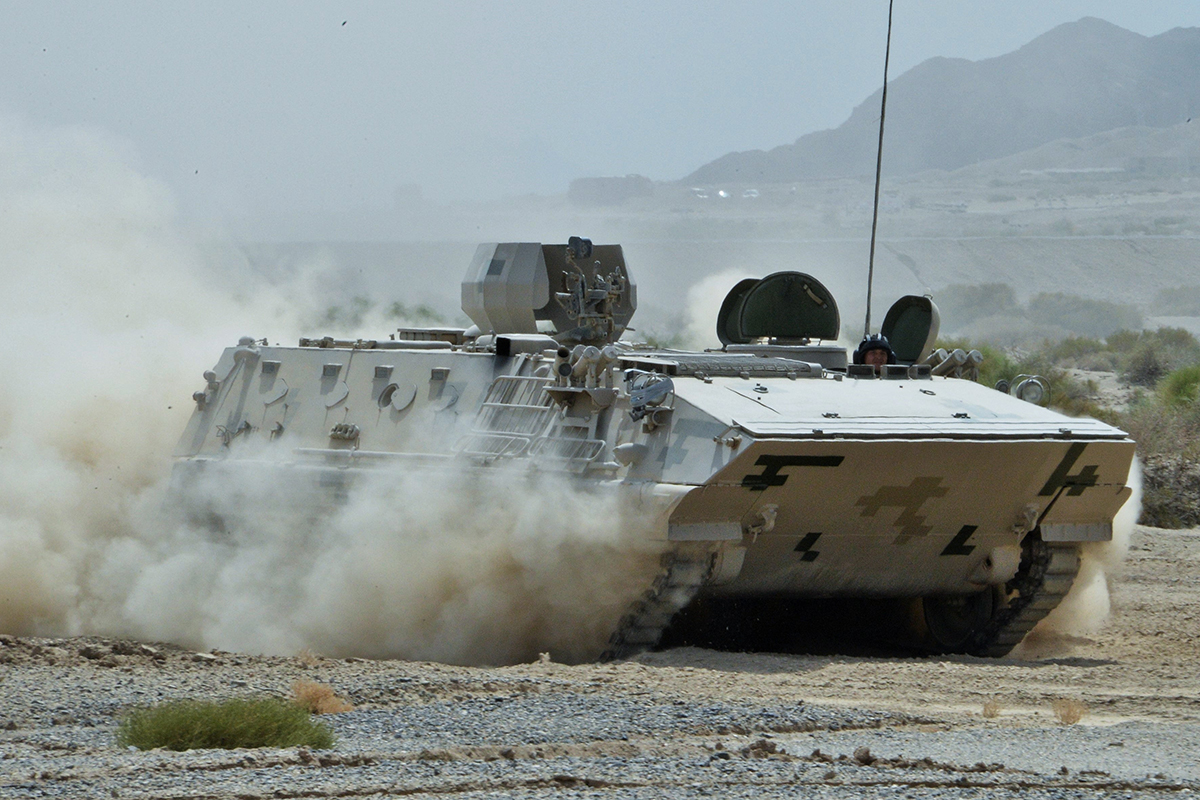
ZSD-89

### Transport de troupes blindé de type 89 ou type WZ534
C'est la version de base, comme décrit ci-après. Code militaire : ZSD-89.

### Véhicule de combat d'infanterie de type 89 ou type YW307
Il est équipé d'une tourelle individuelle armée d'un canon automatique de 25 mm automatique (400 coups) et d'une mitrailleuse coaxiale de calibre 7,62 mm (1 000 coups). Équipage : 3[Quoi ?] + 7[Quoi ?]. Code militaire: ZSD-89-II.

### Véhicule de commandement blindé de type 89
Ce véhicule est équipé d'une ligne de toit plus haute et d'un châssis plus long avec 6 doubles roues de chaque côté. L’armement consiste en une mitrailleuse lourde de calibre 12,7 mm sur le poste de commandement derrière le conducteur.

### Ambulance blindée à chenilles de type 89 ou type WZ752
L'Ambulance est sans arme, avec une ligne de toit plus haute et un châssis plus long avec 6 doubles roues de chaque côté.

### Véhicule de ravitaillement de type 89
Il s'agit d'un véhicule de transport de carburant et de lubrifiants doté d'un compartiment supérieur pour les troupes. Disponible à l'exportation en tant que véhicule blindé de ravitaillement amphibie.

### Véhicule de dépannage de type 89
Il s'agit d'une variante maintenance et dépannage, équipée d’une grue légère sur le côté gauche du toit de la coque et d’une coupole de mitrailleuse au centre du toit. Code militaire : ZJX-93.

### Véhicule de ravitaillement de type 89
Similaire à la variante de dépannage et également équipé d'une grue légère. La coupole du commandant avec HMG est située derrière le poste de conduite. Code militaire : ZHB-94.

### Véhicule de reconnaissance de type 89 ou type WZ731
C'est une variante pour observateurs d’artillerie avancée équipée d’une tourelle non armée disposant de dispositifs d’observation. Désignation militaire : ZZC-01.

### Porte-radar de reconnaissance de type 89
Ce véhicule est équipé d’un radar de surveillance du champ de bataille sur un bras télescopique. Désignation militaire : ZZC-02.

### Type 89 porteur de missiles antichars
Ce véhicule porteur de missiles antichars est équipé d'un double système de lancement pour missiles HJ-8 guidés par fil. Au total, 12 missiles sont embarqués. Désignation militaire : ZDF-1.

### Véhicule de pose de mines de type 89
La coque arrière a été modifiée pour monter un système de dispersion de mines composé de 6 lanceurs. Chaque lanceur a 36 tubes de 122 mm avec chaque tube contenant 5 mines SATM, 15 mines SAPM, 45 mines SAPEM ou un mélange de mines SAPM et SAPEM.

### Véhicule à élimination d'obstacles de type 89
Cette variante est conçue pour le contrôle de foules au sein de la PAP. Il est équipé d'une lame de franchissement d'obstacles.

## Les opérateurs

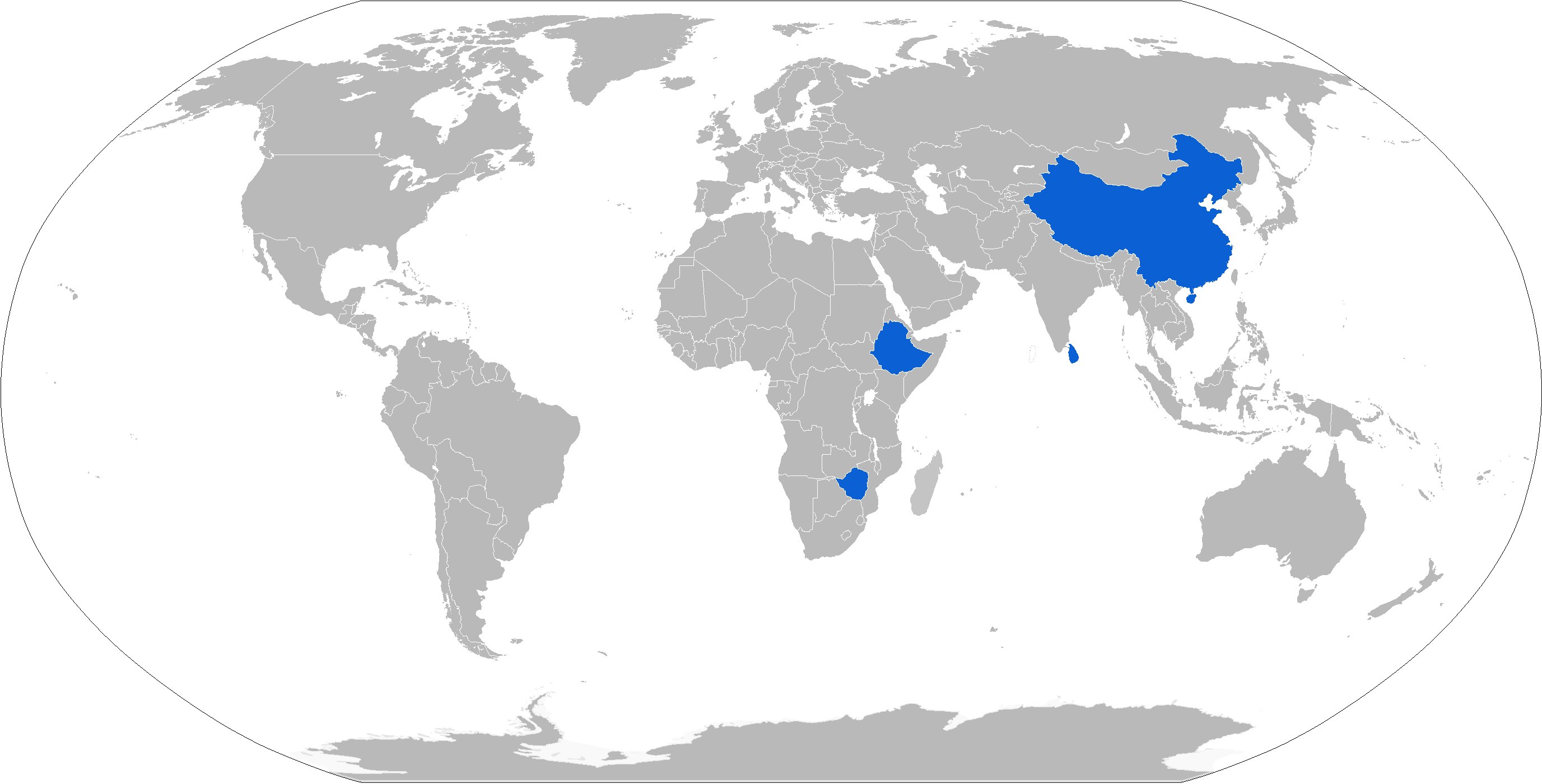
Carte des opérateurs de type 89 en bleu

### Opérateurs actuels
Éthiopie
10 blindés achetés en 2013 pour des opérations en Somalie
 République populaire de Chine
 Sri Lanka
 Zimbabwe